# Monhystera microlabiata
Monhystera microlabiata är en rundmaskart som beskrevs av De Man 1880. Monhystera microlabiata ingår i släktet Monhystera och familjen Monhysteridae. Inga underarter finns listade i Catalogue of Life.